# طرق الحرير (كتاب)
طرق الحرير: تاريخ جديد للعالم هو كتاب غير روائي صدر عام 2015 بقلم المؤرخ الإنجليزي بيتر فرانكوبان، وهو مؤرخ في جامعة أكسفورد. وُضحَت الطبعة المختصرة الجديدة على يد نيل باكر. ينقسم النص الكامل إلى 25 فصلًا. يجمع المؤلف بين تطور العالم وطريق الحرير.

## الاستقبال
كانت المراجعات حول الكتاب إيجابية بشكل عام. ظهرت المراجعات الإيجابية في صحيفة الغارديان ،  والإندبندنت،  والتلغراف،  والتايمز.  ومجلة نيويورك ريفيو أوف بوكس. كانت مراجعة صحيفة الغارديان للكتاب في عام 2015 إيجابية: "يحتوي كتاب طرق الحرير على الكثير من الأفكار المثيرة للاهتمام وبعض التفاصيل الرائعة". في وقت مبكر يعود إلى عام 1587، أشار الكاتب المسرحي كريستوفر مارلو إلى بلاد فارس/إيران باعتبارها "مركز العالم"، واتفق العديد من المؤرخين على ذلك. من ناحية أخرى، ذهب فرانكوبان إلى أبعد من كثيرين غيره ممن سبقوه، حيث غاص بشكل أعمق في الأرشيفات واستشهد بمزيد من المخطوطات لدعم حجته. تعتبر صحيفة الإندبندنت الكتاب "دراسة جريئة، وإن كانت غير كاملة، ترسم صورة للماضي من منظور جديد". علقت صحيفة نيويورك تايمز قائلة "إن خطر الكلام غير المباشر ليس بعيدًا أبدًا، ولكنه دائمًا ما يكون بعيدًا، ويجب أن أقول إن كتاب "طرق الحرير" هو ما اعتاد صديقي القديم المؤرخ نورمان ستون وصفه بأنه "كتاب جيد على الطراز القديم".
وفقًا لعالم الأنثروبولوجيا وعالم الآثار نيكولاي كرادين [الإنجليزية]، فإن عنوان كل فصل مثير للاهتمام للغاية. ويضيف أن فرانكوبان نجح ببراعة في تحقيق التوازن بين التاريخ والأدب، بحيث أصبح الكتاب في متناول حتى أولئك الذين ليسوا على دراية بالتاريخ. وخلص الباحثان ك. لوج وس. رانس إلى أن ظهور طريق الحرير دفع الدول إلى البحث عن مصالح مشتركة نتيجة لعدم وجود تعاون بين الدول الأوروبية. لقد عكس صعود الفاشية تغيرًا في ميزان القوى الاقتصادية. في البنية الاقتصادية والسياسية المتغيرة للدول الغربية، يشير فرانكوبان إلى نقاط ضعف الديمقراطية الليبرالية.